# Polyipnus aquavitus
Polyipnus aquavitus är en fiskart som beskrevs av Baird, 1971. Polyipnus aquavitus ingår i släktet Polyipnus och familjen pärlemorfiskar. Inga underarter finns listade i Catalogue of Life.